# Станційний доглядач (фільм, 2003)
«Станційний доглядач» (англ. The Station Agent) — американський комедійно-драматичний фільм 2003 року, написаний і знятий режисером Томом Маккарті в його режисерському дебюті. У ньому Пітер Дінклейдж грає чоловіка, який шукає усамітнення на покинутій залізничній станції в Ньюфаундленді в містечку Джефферсон, штат Нью-Джресі. У ньому також зіграли Патрісія Кларксон, Мішель Вільямс, Боббі Каннавале та Джон Слеттері. За свої сценарні досягнення МакКарті отримав премію BAFTA за найкращий оригінальний сценарій, премію «Незалежний дух» за найкращий перший сценарій та премію Уолдо Солта за сценарну роботу.

## Акторський склад
| Актор             | Роль            |
| ----------------- | --------------- |
| Пітер Дінклейдж   | Фінбар Макбрайд |
| Патрісія Кларксон | Олівія Гарріс   |
| Боббі Каннавале   | Джо Орамас      |
| Мішель Вільямс    | Емілі           |
| Джон Слеттері     | Девід           |
| Рейвен Гудвін     | Клео            |
| Бенджамін Пол     | Генрі           |
| Джо Ло Тругліо    | Денні           |
| Річард Кайнд      | Луїс Тібоні     |

## Сюжет
Фінбар Макбрайд, тихий, неодружений чоловік з карликовим зростом, дуже любить залізницю і веде усамітнене життя. Він працює в магазині моделей поїздів у Хобокені, штат Нью-Джерсі, який належить його літньому і такому ж мовчазному другові Генрі. Він тримається сам по собі і відчуває дискомфорт, коли люди реагують на його розміри.
Коли Генрі помирає, Фін дізнається, що крамниця хобі має бути закрита і що Генрі заповів йому сільську садибу з покинутим залізничним депо. Він переїжджає до старої будівлі, сподіваючись на усамітнене життя, але неохоче вплутується в життя своїх сусідів. Кубинський американець Джо Орамас керує придорожнім фургоном із закусками свого батька, поки старший чоловік одужує після хвороби, а художниця Олівія Гарріс намагається впоратися з раптовою смертю свого маленького сина, що сталася два роки тому, і її наслідками для її шлюбу з Девідом, з яким вона розлучилася. Перша і друга зустрічі Олівії з Фіном пов'язані з її небезпечно неуважним водінням. Клео — дівчина, яка поділяє інтерес Фіна до потягів і хоче, щоб він прочитав лекцію про них у її класі. Емілі, місцева бібліотекарка, молода жінка, яка з жахом дізнається, що вагітна від свого хлопця-невдахи.
Джо, невпинно бадьорий і балакучий, ламає стриманість Фіна. Вони щодня гуляють по коліях, і після того, як Олівія дарує Фіну кінокамеру, Джо їде поруч із потягом, що проїжджає повз, щоб Фін міг його зняти. Після перегляду відзнятого матеріалу Джо і Фін ночують у будинку Олівії, а наступного ранку зустрічають схвильованого Девіда, який нікуди не приїжджав. Тимчасова дружба трійці опиняється під загрозою, коли Олівія занурюється в глибоку депресію і зникає. Емілі шукає розради у Фіна, який розуміє, що людська взаємодія може бути не зовсім неприємною. Коли Фін намагається захистити Емілі від її хлопця в барі, той відштовхує його, через що Фін знову повертається до своєї асоціальної поведінки. Він розчаровується в Джо і каже йому, що просто хоче, щоб йому дали спокій, чим ображає почуття Джо. Емілі приходить просити вибачення за неприємності, а після поцілунку з Фіном залишається ночувати в нього, запитавши, чи можна їй «просто поспати». Клео запитує Фіна, чи повернеться Олівія; він відповідає, що не знає. Стежачи за будинком Олівії, він бачить, як вона сперечається телефоном з Девідом, і виходить на її ґанок. Олівія сердито просить його піти геть. Фін проводить ніч у випивці і, знепритомнівши на колії, потрапляє під потяг, неушкоджений, окрім кишенькового годинника. Фін повертається додому до Олівії і дізнається, що вона намагалася накласти на себе руки. Олівія дізнається, що Девід має ще одну дитину від іншої жінки. Фін доглядає за будинком Олівії, поки вона одужує в лікарні. Фін наважується поговорити зі школярами про потяги.
Олівія, Джо та Фін обідають у будинку Олівії, їхня розмова наповнена легкими розмовами та примиренням. Олівія та Джо дражнять Фіна щодо Емілі, пропонуючи йому знову шукати її.

## Виробництво
Фільм знято на 16-міліметрову плівку за 20 днів з бюджетом у пів мільйона доларів.
У фільмі використані такі локації, як озеро Хопатконг, Довер, Гібернія, Рокавей-тауншип, Рокавей-Бороу, Гобокен, Ньюфаундленд і Ок-Рідж, а також округ Бакс, штат Пенсильванія.